# Municipio de Kočevje
Kočevje es un municipio de Eslovenia, situado en el sur del país en la frontera con Croacia, en la región estadística de Eslovenia Sudoriental y región histórica de Baja Carniola. Su capital es Kočevje. Con una extensión de 555 km², es el municipio más extenso del país.
En 2018 tiene 15 771 habitantes.
El municipio comprende las localidades de Borovec pri Kočevski Reki, Breg pri Kočevju, Brezovica pri Predgradu, Bukova Gora, Cvišlerji, Dol, Dolga Vas, Dolnja Briga, Dolnje Ložine, Čeplje, Črni Potok pri Kočevju, Gorenje, Gornja Briga, Gornje Ložine, Gotenica, Jelenja vas, Kačji Potok, Klinja vas, Knežja Lipa, Koblarji, Kočarji, Koče, Kočevje (la capital), Kočevska Reka, Konca vas, Koprivnik, Kralji, Laze pri Oneku, Laze pri Predgradu, Livold, Mačkovec, Mahovnik, Mala Gora, Mlaka pri Kočevju, Mlaka pri Kočevski Reki, Morava, Mozelj, Mrtvice, Nemška Loka, Nove Ložine, Novi Lazi, Onek, Paka pri Predgradu, Podjetniško naselje Kočevje, Podlesje, Polom, Predgrad, Primoži, Rajhenav, Rajndol, Rogati Hrib, Seč, Slovenska vas, Smuka, Spodnja Bilpa, Spodnji Log, Stara Cerkev, Stari Breg, Stari Log, Staro Brezje, Šalka vas, Štalcerji, Trnovec, Vimolj pri Predgradu, Vrbovec, Vrt, Zajčje Polje, Zdihovo y Željne.